# Руські Полянки
Руські Поля́нки (рос. Русские Полянки, ерз. Русские Полянки) — присілок у складі Краснослободського району Мордовії, Росія. Входить до складу Старозубарьовського сільського поселення.
Населення — 220 осіб (2010; 219 у 2002).
Національний склад (станом на 2002 рік):
- росіяни — 93 %